# Мрзљаки Драганићки
Мрзљаки Драганићки су бивше насељено место у саставу општине Драганић, у Карловачкој жупанији, Република Хрватска.

## Историја
На попису 2001. године насеље је укинуто и припојено насељу Драганић.

## Становништво
На попису становништва 1991. године, насељено место Мрзљаки Драганићки је имало 426 становника, следећег националног састава:
| Попис 1991.‍  | Попис 1991.‍  | Попис 1991.‍ | Попис 1991.‍ | Попис 1991.‍ |
| ------------ | ------------ | ----------- | ----------- | ----------- |
|              |              |             |             |             |
| Хрвати       | Хрвати       |             | 388         | 91,07%      |
| Срби         | Срби         |             | 20          | 4,69%       |
| Муслимани    | Муслимани    |             | 9           | 2,11%       |
| Словенци     | Словенци     |             | 1           | 0,23%       |
| неопредељени | неопредељени |             | 5           | 1,17%       |
| непознато    | непознато    |             | 3           | 0,70%       |
| укупно: 426  |              |             |             |             |